# Поліцейська академія
Поліцейська академія (англ. police academy; нім. Polizeischule) — навчальний заклад для підготовки співробітників поліції у ряді країн. Може мати статус коледжу або університету.

## За країною
- Польща: Вища школа поліції
- Португалія: Вищий інститут поліцейських наук і внутрішньої безпеки
- Україна: Національна академія внутрішніх справ